# Ḗ̱
Ḗ̱ (minuscule : ḗ̱), appelé E macron accent aigu macron souscrit, est une lettre latine utilisée dans l’écriture du kiowa.
Il s’agit de la lettre E diacritée d’un macron, d’un accent aigu et d’un macron souscrit.

## Représentations informatiques
Le E macron accent aigu macron souscrit peut être représenté avec les caractères Unicode suivants : 
- composé et normalisé NFC (latin étendu additionnel, diacritiques) :

| formes    | représentations | chaînes de caractères | points de code | descriptions                                                             |
| --------- | --------------- | --------------------- | -------------- | ------------------------------------------------------------------------ |
| capitale  | Ḗ̱́               | Ḗ◌̱                    | U+1E16 U+0331  | lettre majuscule latine e macron accent aigu diacritique macron souscrit |
| minuscule | ḗ̱́               | ḗ◌̱                    | U+1E17 U+0331  | lettre minuscule latine e macron diacritique macron souscrit             |

- décomposé et normalisé NFD (latin de base, diacritiques) :

| formes    | représentations | chaînes de caractères | points de code              | descriptions                                                                                     |
| --------- | --------------- | --------------------- | --------------------------- | ------------------------------------------------------------------------------------------------ |
| capitale  | Ḗ̱               | E◌̱◌̄◌́                  | U+0045 U+0331 U+0304 U+0301 | lettre majuscule latine e diacritique macron souscrit diacritique macron diacritique accent aigu |
| minuscule | ḗ̱               | e◌̱◌̄◌́                  | U+0065 U+0331 U+0304 U+0301 | lettre minuscule latine e diacritique macron souscrit diacritique macron diacritique accent aigu |